# 97e Coupe Grey
La 97e Coupe Grey, décernée aux Alouettes de Montréal, champion de la saison 2009 de la Ligue canadienne de football, s'est déroulée le 29 novembre 2009 au Stade McMahon de Calgary, en Alberta.

## Historique
C'était la quatrième fois que la finale de la Coupe Grey se déplaçait à Calgary. La 63e Coupe Grey en 1975, la 81e Coupe Grey en 1993 et la 88e en 2000, y ont également été présentées. Le 26 novembre 2000, les Lions de la Colombie-Britannique avaient battu les Alouettes de Montréal 28-26. Dans la Ligue canadienne de football, la meilleure équipe de l'Ouest, à la suite de la saison régulière puis des séries éliminatoires, rencontre son équivalent de la division Est. L'équipe qui remporte cette grande finale se voit remettre la Coupe Grey.

## Billetterie
Le prix des billets pour le grand public peut varier de 195 $ à 370 $. Les détenteurs d’abonnement des Stampeders de Calgary peuvent bénéficier d'une réduction et débourser entre 119 $ et 295 $. Le 12 octobre 2009, on annonce que les billets pour l’événement ont déjà tous trouvé preneurs.

## Événement
Le groupe de musique country rock canadien Blue Rodeo a performé lors du spectacle de la demie. La finale fut diffusée partout au Canada sur les ondes des réseaux RDS (en français) et TSN (en anglais).

## En route vers la Coupe Grey
|  | Quarts de finale                 | Quarts de finale                 | Quarts de finale                             | Quarts de finale               |                           |                       | Demi-finales                               | Demi-finales                               | Demi-finales                               | Demi-finales                               |  |  | Finale                                 | Finale                                 | Finale                                 | Finale                                 |
|  |                                  |                                  |                                              |                                |                           |                       |                                            |                                            |                                            |                                            |  |  |                                        |                                        |                                        |                                        |
|  | Champion dans l'Est              | Champion dans l'Est              | Champion dans l'Est                          | Champion dans l'Est            |                           |                       | Finale de l'Est, dimanche 22 novembre 2009 | Finale de l'Est, dimanche 22 novembre 2009 | Finale de l'Est, dimanche 22 novembre 2009 | Finale de l'Est, dimanche 22 novembre 2009 |  |  | 97e édition, 29 novembre 2009, Calgary | 97e édition, 29 novembre 2009, Calgary | 97e édition, 29 novembre 2009, Calgary | 97e édition, 29 novembre 2009, Calgary |
|  | Champion dans l'Est              | Champion dans l'Est              | Champion dans l'Est                          | Champion dans l'Est            |                           |                       | Finale de l'Est, dimanche 22 novembre 2009 | Finale de l'Est, dimanche 22 novembre 2009 | Finale de l'Est, dimanche 22 novembre 2009 | Finale de l'Est, dimanche 22 novembre 2009 |  |  | 97e édition, 29 novembre 2009, Calgary | 97e édition, 29 novembre 2009, Calgary | 97e édition, 29 novembre 2009, Calgary | 97e édition, 29 novembre 2009, Calgary |
|  | Alouettes de Montréal            | Alouettes de Montréal            | Y                                            | Y                              |                           |                       | Finale de l'Est, dimanche 22 novembre 2009 | Finale de l'Est, dimanche 22 novembre 2009 | Finale de l'Est, dimanche 22 novembre 2009 | Finale de l'Est, dimanche 22 novembre 2009 |  |  | 97e édition, 29 novembre 2009, Calgary | 97e édition, 29 novembre 2009, Calgary | 97e édition, 29 novembre 2009, Calgary | 97e édition, 29 novembre 2009, Calgary |
|  | Alouettes de Montréal            | Alouettes de Montréal            | Y                                            | Y                              |                           |                       | Finale de l'Est, dimanche 22 novembre 2009 | Finale de l'Est, dimanche 22 novembre 2009 | Finale de l'Est, dimanche 22 novembre 2009 | Finale de l'Est, dimanche 22 novembre 2009 |  |  | 97e édition, 29 novembre 2009, Calgary | 97e édition, 29 novembre 2009, Calgary | 97e édition, 29 novembre 2009, Calgary | 97e édition, 29 novembre 2009, Calgary |
|  |                                  |                                  |                                              |                                |                           |                       | Finale de l'Est, dimanche 22 novembre 2009 | Finale de l'Est, dimanche 22 novembre 2009 | Finale de l'Est, dimanche 22 novembre 2009 | Finale de l'Est, dimanche 22 novembre 2009 |  |  | 97e édition, 29 novembre 2009, Calgary | 97e édition, 29 novembre 2009, Calgary | 97e édition, 29 novembre 2009, Calgary | 97e édition, 29 novembre 2009, Calgary |
|  | Lions de la Colombie-Britannique | Lions de la Colombie-Britannique | 18                                           | 18                             |                           |                       |                                            |                                            |                                            |                                            |  |  | 97e édition, 29 novembre 2009, Calgary | 97e édition, 29 novembre 2009, Calgary | 97e édition, 29 novembre 2009, Calgary | 97e édition, 29 novembre 2009, Calgary |
|  | Lions de la Colombie-Britannique | Lions de la Colombie-Britannique | 18                                           | 18                             | Dimanche 15 novembre 2009 |                       |                                            |                                            |                                            |                                            |  |  | 97e édition, 29 novembre 2009, Calgary | 97e édition, 29 novembre 2009, Calgary | 97e édition, 29 novembre 2009, Calgary | 97e édition, 29 novembre 2009, Calgary |
|  |                                  |                                  | Alouettes de Montréal                        | Alouettes de Montréal          | 56                        | 56                    |                                            |                                            |                                            |                                            |  |  | 97e édition, 29 novembre 2009, Calgary | 97e édition, 29 novembre 2009, Calgary | 97e édition, 29 novembre 2009, Calgary | 97e édition, 29 novembre 2009, Calgary |
|  | Lions de la Colombie-Britannique | Lions de la Colombie-Britannique | Alouettes de Montréal                        | Alouettes de Montréal          | 56                        | 56                    | 34                                         | 34                                         |                                            |                                            |  |  | 97e édition, 29 novembre 2009, Calgary | 97e édition, 29 novembre 2009, Calgary | 97e édition, 29 novembre 2009, Calgary | 97e édition, 29 novembre 2009, Calgary |
|  | Lions de la Colombie-Britannique | Lions de la Colombie-Britannique | Finale de l'Ouest, dimanche 22 novembre 2009 |                                |                           |                       | 34                                         | 34                                         |                                            |                                            |  |  | 97e édition, 29 novembre 2009, Calgary | 97e édition, 29 novembre 2009, Calgary | 97e édition, 29 novembre 2009, Calgary | 97e édition, 29 novembre 2009, Calgary |
|  | Tiger-Cats de Hamilton           | Tiger-Cats de Hamilton           | 27                                           | 27                             |                           |                       |                                            |                                            |                                            |                                            |  |  | 97e édition, 29 novembre 2009, Calgary | 97e édition, 29 novembre 2009, Calgary | 97e édition, 29 novembre 2009, Calgary | 97e édition, 29 novembre 2009, Calgary |
|  | Tiger-Cats de Hamilton           | Tiger-Cats de Hamilton           | 27                                           | 27                             | Alouettes de Montréal     | Alouettes de Montréal | 28                                         | 28                                         |                                            |                                            |  |  |                                        |                                        |                                        |                                        |
|  | Champion dans l'Ouest            |                                  |                                              |                                | Alouettes de Montréal     | Alouettes de Montréal | 28                                         | 28                                         |                                            |                                            |  |  |                                        |                                        |                                        |                                        |
|  |                                  |                                  | Roughriders de la Saskatchewan               | Roughriders de la Saskatchewan | 27                        | 27                    |                                            |                                            |                                            |                                            |  |  |                                        |                                        |                                        |                                        |
|  | Roughriders de la Saskatchewan   | Roughriders de la Saskatchewan   | Roughriders de la Saskatchewan               | Roughriders de la Saskatchewan | 27                        | 27                    | Y                                          | Y                                          |                                            |                                            |  |  |                                        |                                        |                                        |                                        |
|  | Roughriders de la Saskatchewan   | Roughriders de la Saskatchewan   |                                              |                                |                           |                       |                                            |                                            |                                            |                                            |  |  |                                        |                                        |                                        |                                        |
|  |                                  |                                  |                                              |                                |                           |                       |                                            |                                            |                                            |                                            |  |  |                                        |                                        |                                        |                                        |
|  | Stampeders de Calgary            | Stampeders de Calgary            | 17                                           | 17                             |                           |                       |                                            |                                            |                                            |                                            |  |  |                                        |                                        |                                        |                                        |
|  | Stampeders de Calgary            | Stampeders de Calgary            | 17                                           | 17                             | Dimanche 15 novembre 2009 |                       |                                            |                                            |                                            |                                            |  |  |                                        |                                        |                                        |                                        |
|  |                                  |                                  | Roughriders de la Saskatchewan               | Roughriders de la Saskatchewan | 27                        | 27                    |                                            |                                            |                                            |                                            |  |  |                                        |                                        |                                        |                                        |
|  | Eskimos d'Edmonton               | Eskimos d'Edmonton               | Roughriders de la Saskatchewan               | Roughriders de la Saskatchewan | 27                        | 27                    | 21                                         | 21                                         |                                            |                                            |  |  |                                        |                                        |                                        |                                        |
|  | Eskimos d'Edmonton               | Eskimos d'Edmonton               |                                              |                                |                           |                       |                                            | 21                                         |                                            |                                            |  |  |                                        |                                        |                                        |                                        |
|  | Stampeders de Calgary            | Stampeders de Calgary            | 24                                           | 24                             |                           |                       |                                            |                                            |                                            |                                            |  |  |                                        |                                        |                                        |                                        |
|  | Stampeders de Calgary            | Stampeders de Calgary            | 24                                           | 24                             |                           |                       |                                            |                                            |                                            |                                            |  |  |                                        |                                        |                                        |                                        |
|  |                                  |                                  |                                              |                                |                           |                       |                                            |                                            |                                            |                                            |  |  |                                        |                                        |                                        |                                        |